# マルコ・ピサーノ
マルコ・ジョヴァンニ・ピサーノ（Marco Giovanni Pisano, 1981年8月13日- ）は、イタリア・ローマ出身のサッカー選手。現在は無所属。ポジションはDF。3バックにも対応する柔軟性のある左サイドバック。

## 経歴
SSラツィオユースの出身。ブレシア・カルチョへ移籍し、2004年からUCサンプドリアでプレー。2003年にはU-21イタリア代表にも選出。
2006年にはファビオ・グロッソの後釜としてパレルモがピサーノを獲得し、好プレーを披露した。2008年1月、アイモ・ディアーナと共にトリノFCへ移籍。
2010年1月27日にフィリッポ・アントネッリとのトレードでASバーリへレンタル移籍をするも1試合の出場に留まった。同年8月にはパルマFCへ移籍するものの、ルカ・アントネッリ、マッシモ・ゴッビとのポジション争いに敗れ、わずか5試合の出場に終わった。
2011年7月、ラッファエレ・スキャーヴィとのトレードでヴィチェンツァ・カルチョへ移籍。2014年1月31日、レガ・プロ・プリマ・ディヴィジオーネのヴェネツィアFCに加入し半年間プレーした。

## 所属クラブ
- SSラツィオ 1999-2000
- ブレシア・カルチョ 2000-2004

→ アスコリ・カルチョ (loan) 2000-2001
→ ターラント・スポルト (loan) 2001-2002
- UCサンプドリア 2004-2006
- USチッタ・ディ・パレルモ 2006-2008

→ トリノFC (loan) 2008
- トリノFC 2008-2010

→ ASバーリ (loan) 2010
- パルマFC 2010-2011
- ヴィチェンツァ・カルチョ 2011-2014
- ヴェネツィアFC 2014

## タイトル
ラツィオ
- コッパ・イタリア : 1999-00
- UEFAスーパーカップ : 1999-00